# Bagieniec
Bagieniec (en alemán, Teichenau) es una localidad del distrito de Świdnica, en el voivodato de Baja Silesia (Polonia). Se encuentra en el suroeste del país, dentro del término municipal de Jaworzyna Śląska, a unos 5 km al sudeste de la localidad homónima y sede del gobierno municipal, a unos 7 al nordeste de Świdnica, la capital del distrito, y a unos 48 al suroeste de Breslavia, la capital del voivodato. Bagieniec perteneció a Alemania hasta 1945.